# Гріхота
Гріхота (ісп. Grijota) — муніципалітет в Іспанії, у складі автономної спільноти Кастилія-і-Леон, у провінції Паленсія. Населення — 1703 особи (2010).
Муніципалітет розташований на відстані близько 200 км на північ від Мадрида, 5 км на північний захід від Паленсії.

## Демографія
Динаміка населення (INE ):